# Gualövs distrikt
Gualövs distrikt är ett distrikt i Bromölla kommun och Skåne län. 
Distriktet ligger i och omkring Bromölla. 

## Tidigare administrativ tillhörighet
Distriktet inrättades 2016 och utgörs av en del av området som Bromölla köping omfattade till 1971, delen som före 1967 utgjort Gualövs socken.
Området motsvarar den omfattning Gualövs församling hade vid årsskiftet 1999/2000.